# Noah Cyrus
Noah Lindsey Cyrus (sinh ngày 8 tháng 1 năm 2000) là một diễn viên và ca sĩ người Mỹ. Cô tham gia lồng tiếng cho phiên bản tiếng Anh của bộ phim hoạt hình năm 2009 Ponyo. Năm 2016, cô ra mắt đĩa đơn đầu tay của mình, "Make Me (Cry)", với sự góp giọng của Labrinth. Album đầu tay của cô được sắp đặt sẽ ra mắt vào cuối năm 2017. Cô là con gái út của Tish Cyrus và Billy Ray Cyrus và là em gái của nữ ca sĩ Miley Cyrus và nam nhạc sĩ Trace Cyrus.

## Tiểu sử
Noah được sinh ra tại Nashville, Tennessee, là con gái út của ca sĩ nhạc đồng quê Billy Ray Cyrus và ca sĩ Leticia "Tish" Cyrus, em gái của Miley Cyrus và một người chị cùng cha khác mẹ nữa là Brandi. Anh cùng cha khác mẹ của Noah gồm nhạc sĩ Trace Cyrus, từng là thành viên nhóm nhạc Metro Station và một người anh trai khác tên là Braison. Gia đình cô bé hiện đang sống tại Los Angeles, nhưng quê gốc ở Tennessee. Cô bé từng song ca với Frankie Jonas, em út của The Jonas Brothers.

## Danh sách phim
| Năm       | Phim           | Vai                   | Ghi chú                  |
| --------- | -------------- | --------------------- | ------------------------ |
| 2003–2004 | Doc            | Gracie Herbert        | Vai diễn độc lập         |
| 2006–2010 | Hannah Montana | (cô bé hàng xóm)      | Vai diễn độc lập (6 tập) |
| 2008      | Mostly Ghostly | Trêu chọc hay cho kẹo | Vai phụ                  |
| 2009      | Ponyo          | Ponyo                 | Lồng tiếng               |